# Hạt (Anh)
Hạt của Anh là những khu vực sử dụng cho các mục đích phân định ranh giới hành chính, địa lý và chính trị.
Đối với mục đích hành chính, Anh Quốc ngoài Greater London và quần đảo Scilly được chia thành 83 hạt vùng đô thị và không thuộc vùng đô thị. Các hạt có thể bao gồm một huyện duy nhất hoặc được chia thành một số huyện. Tính đến tháng 4 năm 2009, 27 hạt này được chia thành các huyện và có một hội đồng hạt. Sáu hạt, bao gồm các khu đô thị lớn, được gọi là hạt vùng đô thị, trong đó không có hội đồng hạt, mặc dù một số chức năng được tổ chức trên cơ sở toàn hạt bởi các huyện của chúng (khu tự quản đô thị) hoạt động cùng nhau.
Toàn nước Anh (bao gồm cả Greater London và quần đảo Scilly) cũng được chia thành 48 hạt nghi lễ, mà còn được biết tới như là hạt địa lý. Hầu hết các hạt nghi lễ tương ứng với một hạt vùng đô thị hoặc không thuộc vùng đô thị cùng tên nhưng thường có ranh giới nhỏ hơn.
Việc bố trí hiện nay là kết quả của cải cách từ nhiều bước. Nhiều hạt có nguồn gốc từ thời Trung Cổ, mặc dù các hạt lớn như Yorkshire và Sussex mất nhiều hoặc tất cả các chức năng hành chính của chúng trong nhiều thế kỷ trước. Các hạt địa lý đã tồn tại trước khi cải cách chính quyền địa phương trong năm 1965 và năm 1974 được gọi là hạt cổ xưa hoặc hạt lịch sử. Từ 1889-1974 các khu vực với các hội đồng hạt được biết tới như các hạt hành chính, ngoại trừ các thị trấn và thành phố lớn hơn được gọi là quận (khu tự quản) của hạt và bao gồm các bộ phận của một số hạt địa lý. Từ năm 1974 đến 1996, các hạt vùng đô thị và không thuộc vùng đô thị, một số trong đó được thiết lập chỉ trong năm 1974, tương ứng trực tiếp với các hạt nghi lễ.
Các hạt, thường là các hạt lịch sử hoặc hạt nghi lễ hiện nay, được sử dụng làm cơ sở địa lý cho một số tổ chức như cảnh sát và cứu hỏa, các câu lạc bộ thể thao và các tổ chức phi chính phủ khác.
Đối với mục đích của phân loại và phát thư, Anh đã được chia thành 48 hạt bưu chính đến năm 1996; những điều này đã bị Royal Mail từ bỏ thay vào đó là mã thư tín.